# Vertrag von Saint-Germain-en-Laye (1635)
Im Vertrag von Saint-Germain-en-Laye (1635) vom 26. und 27. Oktober 1635 zwischen Ludwig XIII. und Bernhard von Sachsen-Weimar wurde geregelt, dass die französische Staatskasse die Finanzierung des in schwedischen Diensten stehenden Heeres des Bernhard von Sachsen-Weimar übernimmt. Als bisheriger Unterstützer der protestantischen Seite war Schweden nach der schweren Niederlage in der Schlacht bei Nördlingen (1634) mit eigenen Problemen und Finanzsorgen befasst. Zudem hatte Bernhard  sein Herzogtum Franken eingebüßt und war somit ohne Finanzquelle.
Nach längeren Verhandlungen sagte Kardinal Richelieu dem Herzog für die Dauer des Krieges 4 Millionen Livres jährliche Subsidiengelder zur Unterhaltung eines Heers von 12.000 Mann zu Fuß und 6.000 Reitern mit der nötigen Artillerie zu. In einem Anhang zum Vertrag ließ sich Bernhard durch Richelieu die Lieferung von „achtzig schweren Pelzmänteln“ zum eigenen Gebrauch zusichern. In einem geheimen Artikel wurde Bernhard das Elsass unter der Bedingung versprochen, die katholische Religion dort nicht zu verdrängen. Dabei blieb ungeregelt, ob der Besitz des Elsass gänzlich unabhängig sein sollte, oder ob Bernhard das Elsass für Frankreich erobern sollte und dann unter französischer Oberhoheit erhalten sollte. Für den Fall, dass ihm das Elsass beim Abschluss eines Friedens nicht zugeeignet werden könne, wurde dem protestantischen Herzog alternativ eine angemessene Vergütung zugesichert. Mit diesem Vertrag wurde Bernhard von Sachsen–Weimar letztlich von Frankreich abhängig.